# Хлебаево (Абакановское сельское поселение)
Хлебаево — деревня в Череповецком районе Вологодской области.
Входит в состав Абакановского сельского поселения, с точки зрения административно-территориального деления — в Дмитриевский сельсовет.
Расстояние до районного центра Череповца по автодороге — 69 км, до центра муниципального образования Абаканово по прямой — 16 км. Ближайшие населённые пункты — Текутово, Алексино, Привалино.
По переписи 2002 года население — 14 человек.